# Bamberger's
Bamberger's was een warenhuisketen met voornamelijk vestigingen in New Jersey en andere locaties in Delaware, Maryland, New York en Pennsylvania. De keten had het hoofdkantoor in Newark, New Jersey. 

## Geschiedenis

### 19e eeuw
Newark stond in de tweede helft van de 19e eeuw bekend om zijn industriële activiteiten. In 1892 was Newark de vierde grootste stad van Amerika en er werden allerlei producten geproduceerd, van leer tot sieraden. Daarnaast was het een spoorwegknooppunt. Er was ook een grote Joodse bevolking. 
Het waren deze factoren die Felix Fuld, Louis M. Frank en Louis Bamberger ertoe brachten om op 13 december 1892 de winkel op te richten op Market Street, op de hoek van Halsey Street in Newark, New Jersey, waarbij ze de locatie van de failliete winkel Hill & Craig overnamen. Fuld en Frank waren de zwagers van Bamberger. 

### 20e eeuw

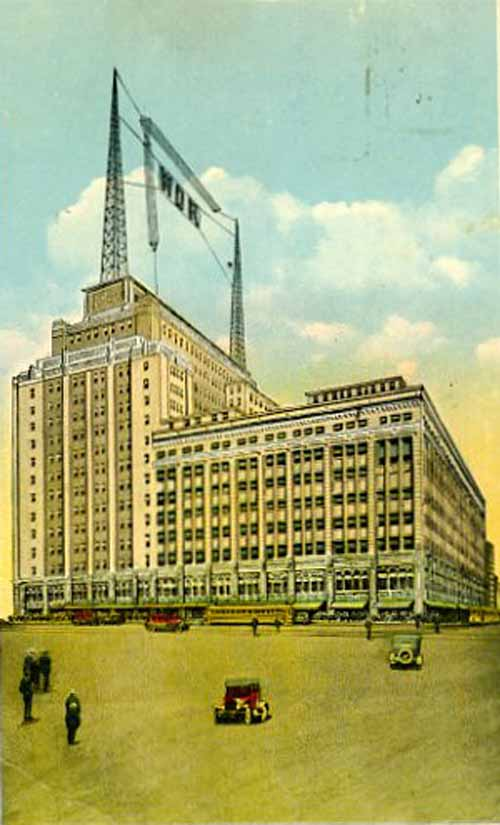
Een illustratie uit 1922 van de winkel in Newark, waar Bamberger's op de zesde verdieping WOR-radio lanceerde om meer radio's te verkopen

Op 16 oktober 1912 opende het bedrijf zijn vlaggenschipwinkel, ontworpen door Jarvis Hunt, op Market Street 131 in het centrum van Newark. Het historische gebouw behoorde ooit tot de grootste warenhuizen van het land; na een uitbreiding in 1929 was het het zesde grootste warenhuis van het land. 
Het enorme gebouw besloeg een heel stadsblok, begrensd door Market Street, Washington Street, Bank Street en Halsey Street, en had een oppervlakte van 111.500 m². De telefooncentrale, 565, was uitsluitend bestemd voor Bamberger's, met lokale rechtstreekse nummers voor de meeste voorsteden van New Jersey voor telefonische bestellingen, bekend als "TeleService". Het laadperron van het gebouw bevond zich diep onder de grond, op de vierde kelderverdieping. Twee enorme liften vervoerden de volgeladen ruim 10m lange vrachtwagens van Washington Street naar de laadperrons in de kelder. 
De winkel had meer dan 200 afdelingen verdeeld over 9 verdiepingen en 2 kelderverdiepingen. Op de 10e verdieping was een restaurant. De indeling van de winkel veranderde in de loop van de tijd. Bamberger had een eigen vestiging van de Newark Public Library en een vestiging van het US Post Office. Het verkocht op maat gemaakt linnengoed, gegraveerde sieraden, bont en andere speciale artikelen. 
In juni 1929 werd Bamberger's gekocht door R.H. Macy Co, maar de naam bleef Bamberger's. In de jaren direct na de Tweede Wereldoorlog werd de winkel gereorganiseerd om meer 'mainstream' te worden. In 1955 werd het restaurantcomplex op de tiende verdieping verhuurd aan de particuliere Downtown Club. De eetgelegenheid voor klanten werd voortgezet in The Dinette, een ruimte in de stijl van een bar op de eerste kelderverdieping en snackbars op de eerste en vierde verdieping. Uiteindelijk werd het eetcafé op de benedenverdieping omgebouwd tot een formeel restaurant met de naam Garden State Tea Room. 
In de jaren 1960 en 1970 vond er uitbreiding plaats in de staat New Jersey en in het grootstedelijk gebied van Philadelphia, en in de jaren 1980 werden er vestigingen geopend in het grootstedelijk gebied van Baltimore, Maryland. Op 5 oktober 1986 namen de Bamberger's-winkels de naam Macy's New Jersey aan, en in 1988 werd Macy's New Jersey samengevoegd met zusterdivisie Macy's New York om Macy's Northeast te vormen.
Naarmate de bevolking van Noord-Jersey groeide, volgde Bamberger de bevolking van de voorsteden op agressieve wijze. Er werden filialen van L. Bamberger & Co. in de voorsteden gebouwd op andere locaties in New Jersey: in het centrum van Morristown, Plainfield en in Princeton, New Jersey. Volgens Greg Hatala, voor nj.com, "Met de bevolkingsverschuiving na de Tweede Wereldoorlog naar de voorsteden van grote steden, bouwde Bamberger's extra winkels op locaties zoals East Brunswick, Garden State Plaza, Livingston Mall, Monmouth Mall, Nanuet Mall, Ocean County Mall en Menlo Park Mall. In 1970 werd de locatie in East Brunswick een ankerwinkel voor de Brunswick Square Mall ".
De verkoopcijfers van de winkel in het centrum van Newark werden beïnvloed door de sociale onlusten in Newark in 1967. De verkoopruimte werd kleiner en Newark werd een 'waardegerichte' winkel. In 1979 werden de avonduren in het stadscentrum afgeschaft.
In 1986 werden alle Bamberger-winkels omgedoopt tot Macy's, en de winkel in Newark bleef onder de naam Macy's opereren tot hij in 1992 werd gesloten. 

## WOR-radio
WOR-radio werd in 1922 opgericht door Bamberger Broadcasting Service. De uitzendstudio bevond zich op de zesde verdieping van de vlaggenschipwinkel in het stadscentrum. Het was het eerste radiostation aan de oostkust dat in de jaren 1920 opera en een ochtendgymnastiekles uitzond. Het FM-station, W2XOR (toen W71NY, nu WEPN-FM) begon met uitzenden in 1940 of 1941. Op 11 oktober 1949 werd WOR-TV (kanaal 9) in de lucht gebracht en werd daarmee het laatste VHF-televisiestation in de metropool New York dat met zijn activiteiten begon. In hetzelfde jaar werd Bamberger opnieuw opgenomen in General Teleradio, deels vanwege de toegenomen investering van General Tire and Rubber in het station. Tot 1953 werd de uitzending verzorgd vanuit de WOR TV Tower in North Bergen, New Jersey, en daarna vanuit het Empire State Building. In 1952 nam General Tire General Teleradio over van Macy's en fuseerde het met het Don Lee Network om de omroepdivisie van General Tire te vormen. 